# 涂经纬
经纬（1980年9月6日—），贵州贵阳人，毕业于中国传媒大学，中国中央电视台主持人。

## 生平
1980年，涂经纬出生在贵州省贵阳市，后考入中国传媒大学。
2003年，涂经纬担任CCTV-6《中国电影报道》主持人。

## 私人生活
2006年，涂经纬和撒贝宁一起主持长春电影节，两人互相留下手机号码，经常发短信交流沟通。
2006年年底，中国中央电视台梦想剧场拍摄方言版《上海滩》，撒贝宁扮演男主角，涂经纬扮演女主角，两人合作之后，擦出爱情的火花。
2008年，涂经纬和撒贝宁经常传出分手的消息。
2009年，涂经纬和撒贝宁正式分手。

## 作品

### 电视
| 年份   | 中文名称 | 角色 | 导演 | 备注     |
| ------ | -------- | ---- | ---- | -------- |
| 2006年 | 一帘幽梦 |      | 冯巩 | 友情客串 |

### 电影
| 年份   | 中文名称     | 角色     | 导演         | 备注 |
| ------ | ------------ | -------- | ------------ | ---- |
| 2008年 | 轮椅上的奇迹 | 许烽妹妹 | 刘涓         |      |
| 2009年 | 寻找成龙     | 经纬     | 方刚亮，江平 |      |

### 电视节目
- 2003年，《中国电影报道》[1]

## 奖项
- 1999年，“广院之春”优秀主持人奖[1]
- 2011年，国家广播电视总局五一劳动奖章[1]
- 2011年，“中国播音主持金话筒奖”[1]